# ميزوسكوبيك
مقياس ميزوسكوبيك (من اليونانية μέσος ("الوسط") وσκοπέω ("مراقبة")) هو مقياس مكاني وسيط بين ما يسمى بالمقياس المجهري وآخر يسمى المقياس العياني. لكن المفاهيم المجهري والعياني تختلف حسب السياق:
- في فيزياء الكم، تتعلق فيزياء الميزوسكوب بأنظمة الأبعاد الوسيطة بين تلك الموجودة في فيزياء الكم والفيزياء الكلاسيكية. يمتد المقياس الميزوسكوبي من أبعاد الذرة (بين 60 و600 ميكرومتر) إلى الميكرومتر؛
- في الديناميكا الحرارية، يكون مقياس الميزوسكوبي كبيرًا بما يكفي ليشمل عددًا كبيرًا من الجسيمات (بحيث لا تتقلب خصائصها الإحصائية بشكل كبير)، بينما تظل جيدة بما يكفي للكميات الديناميكية الحرارية (الضغط، درجة الحرارة, إلخ) تظل محلية (دقيقة على نطاق عياني). لذلك يعتمد المقياس الميزوسكوبي على كثافة الأجسام المدروسة: بترتيب نانومتر للأجسام المكثفة، حتى عدة مئات من الكيلومترات للغازات المتخلخلة؛
- في علم الأرصاد الجوية وعلم المحيطات، فإن المقياس الميزوسكوبي هو وسيط بين أنظمة النطاق الصغير (أقل من 2 كم في القطر) والدوران الكوكبي للمقياس السينوبتيكي ( المنخفضات والأعاصير المضادة على قارة بأكملها، التيارات البحرية, إلخ ). بالنسبة للغلاف الجوي، فإن الأمر يتعلق بطبقات تمتد أفقيًا من بضعة كيلومترات إلى أقل من 2000 كم.